# En concierto (álbum del Binomio de Oro)
En concierto es el decimoquinto trabajo discográfico del Binomio de Oro grabado por Codiscos y publicado el 24 de noviembre de 1987. Sus mayores éxitos fueron Para adorarte más, Cómo te quiero, Colombia, Decidí cambiar, A dos voces, Mañana sale el sol y La negra.

## Canciones
1. La negra (Alberto Murgas) 4:34
2. Decidí cambiar (Deimer Marín) 3:48
3. Aquella guitarra (Gustavo Gutiérrez) 4:10
4. Para adorarte más (Roberto Calderón) 4:33
5. Qué vale más (Efrén Calderón) 3:57
6. Mañana sale el sol (Gustavo Gutiérrez) 4:18
7. Colombia (José Vásquez "Quevaz") 4:30
8. Como te quiero (Hernán Urbina) 4:34
9. Gordita bonita (Romualdo Brito) 4:29
10. A dos voces (Rosendo Romero) 3:43

- Datos: Q49835557